# Risbyholm
Risbyholm er en hovedgård dannet i 1721 af Peder Benzon. Gårdens navn var Benzonseje til 1903.
Gården ligger i Ørsted Sogn i Roskilde Kommune. Hovedbygningen er opført i 1722. Risbyholm Gods dækker 528,6 hektar med Solrødgård, Ørnesæde og Klarkærgård.

## Ejere af Risbyholm
- (1721-1737) Peder Benzon
- (1737-1784) Enkefru Kirstine Catharine Schumacher
- (1784-1789) John Brown
- (1789-1804) Lars Lassen
- (1804) L. Olsen
- (1804-1829) Edvard Sneedorph Hammer
- (1829-1834) Forskellige ejere
- (1834-1857) August Busck
- (1857-1873) P.A. Herbert
- (1873-1903) Harald Holme
- (1903-1917) Enkefru Holme
- (1917-1918) Enkefru Holmes dødsbo
- (1918-1928) N.P. Nielsen
- (1928-1968) Carl G. Udsen
- (1968-1988) Vagn Clausen
- (1988-1998) Vagn Clausen / Claus Clausen
- (1998-2001) Claus Clausen
- (2001-) Claus Clausen / Christian Clausen

## Eksterne referencer
- https://www.danskeherregaarde.dk/nutid/risbyholm

|  | Denne artikel om en bygning eller et bygningsværk kan blive bedre, hvis der indsættes et (bedre) billede. Du kan hjælpe ved at afsøge Wikimedia Commons for et passende billede eller lægge et op på Wikimedia Commons med en af de tilladte licenser og indsætte det i artiklen. |

55°32′48.4″N 12°5′49.36″Ø / 55.546778°N 12.0970444°Ø